# Segundo libro de los Macabeos

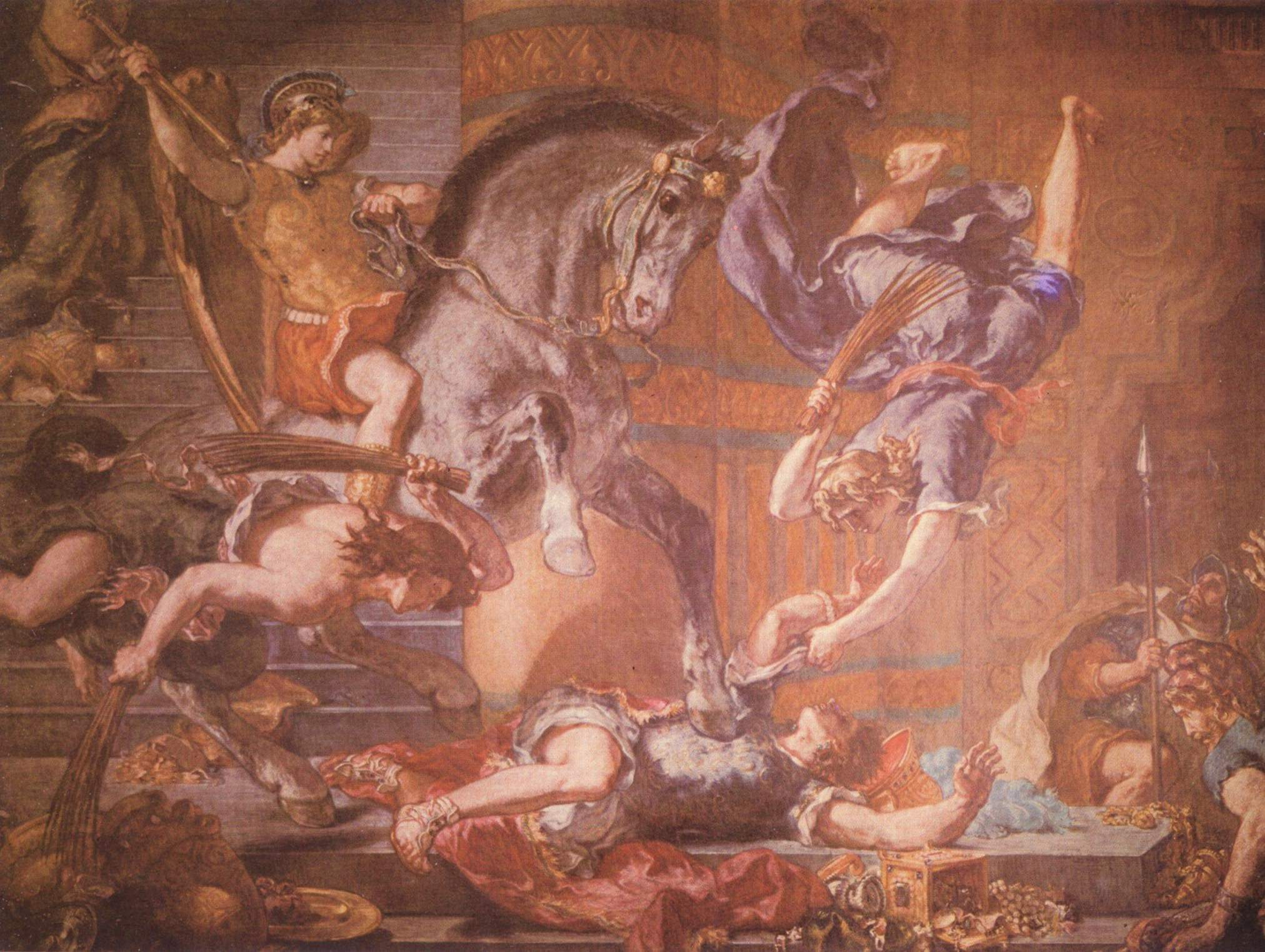
Castigo de Heliodoro.

El Segundo libro de los Macabeos, también conocido como 2 Macabeos, II Macabeos y 2.º de Macabeos, es para los cristianos católicos, ortodoxos y ortodoxos orientales un libro deuterocanónico del Antiguo Testamento. Por el contrario, el libro es considerado apócrifo por los judíos rabínicos y caraítas, por los judíos mesiánicos y por los cristianos protestantes, anglicanos y restauracionistas.
Forma parte de los llamados Libros históricos del Antiguo Testamento y se ubica entre I Macabeos y el Libro de Job en el canon católico, y entre I Macabeos y III Macabeos en el canon ortodoxo.
Se cree que fue escrito originariamente en hebreo, pero no se conservan manuscritos antiguos en dicha lengua. La versión más antigua conservada es la traducción al griego de la Septuaginta. Se presenta como el compendio de la obra de Jasón de Cirene. Su estilo es el de los escritores helenísticos, cuyo objetivo es el de agradar y edificar, narrando la revuelta dirigida por Judas Macabeo, sostenida por apariciones celestes y victorias obtenidas por intervención divina.
Las iglesias que lo integran en el canon encuentran en él afirmaciones de importancia teológica, tales como la resurrección de los muertos, el purgatorio,  la oración por los difuntos, el mérito de los mártires,  la comunión de los Santos y su intercesión, entre otras.
2 Macabeos, también conocido como el Segundo Libro de los Macabeos, y abreviado como 2 Mac., es un libro deuterocanónico que narra la persecución de los judíos bajo el rey Antíoco IV Epífanes y la revuelta de los macabeos contra él. Concluye con la derrota del general Nicanor del Imperio seléucida en el año 161 a. C. a manos de Judas Macabeo, líder de los macabeos.
2 Macabeos fue escrito originalmente en griego koiné por un judío de la diáspora desconocido que vivía en el período helenístico de Egipto.[cita requerida] Probablemente fue escrito entre los años 150 y 100 a. C. Junto con el libro 1 Macabeos, es una de las fuentes más importantes sobre la revuelta macabea. La obra no es una secuela de 1 Macabeos, sino más bien una versión independiente de los acontecimientos históricos de la revuelta macabea. Comienza y termina antes que 1 Macabeos, empezando con un incidente con el funcionario seléucida Heliodoro que intentó gravar el Segundo Templo en 178 a. C., y terminando con la batalla de Adasa en 161 a. C. Algunos estudiosos creen que el libro está influenciado por la tradición farisea, con secciones que incluyen una aprobación de la oración por los muertos y la resurrección de los muertos.
El libro, al igual que los demás Libros de los Macabeos, del 1 al 8, fue incluido en la Septuaginta, una importante colección griega de escrituras judías. No se tradujo rápidamente al hebreo ni se incluyó en el canon masorético hebreo, el Tanaj. Aunque es posible que los judíos helenistas o de habla griega lo leyeran en los dos siglos posteriores a su creación, los judíos posteriores no consideraron la obra canónica ni importante. Los primeros cristianos sí honraron la obra, y fue incluida como obra deuterocanónica del Antiguo Testamento. Los cristianos católicos, la Iglesia ortodoxa e Iglesias ortodoxas orientales siguen considerando la obra deuterocanónica; Los cristianos protestantes no consideran canónica la Segunda de los Macabeos, aunque muchos la incluyen como parte de los apócrifos bíblicos, libros no canónicos útiles para la edificación.

## Autor, fecha e idioma
El autor de 2 Macabeos no está identificado, pero afirma estar resumiendo una obra de cinco volúmenes de Jasón de Cirene. Esta obra más extensa no se ha conservado, y no se sabe con certeza qué parte del texto actual de 2 Macabeos es una copia de la obra de Jason. El autor escribió en griego, ya que no hay pruebas concretas de que existiera una versión anterior en hebreo. Se suele suponer que algunas secciones del libro, como el prefacio, el epílogo y algunas reflexiones sobre la moralidad, son del autor y no de Jason. Los estudiosos discrepan tanto sobre cuándo se escribió la obra de Jason como sobre cuándo se escribió 2 Macabeos. Muchos estudiosos sostienen que la obra de Jason fue probablemente publicada por un contemporáneo de la revuelta de los macabeos, alrededor de 160-140 a. C., aunque lo único que se sabe con certeza es que fue anterior a 2 Macabeos. Los estudiosos sugieren que 2 Macabeos se compuso en algún momento entre el 150 y el100 a. C. En general, se considera que la obra debió de escribirse a más tardar en la década de los 70 a. C., dado que el autor parece desconocer que Pompeyo derrotaría al reino hasmoneo y convertiría Judea en un protectorado romano en el 63 a. C. Es posible que la obra fuera modificada tras su creación, pero alcanzó su forma definitiva en la Septuaginta, las escrituras judías griegas. La versión de la Septuaginta también le dio a la obra el título de «2 Macabeos» para distinguirla de los otros Libros de los Macabeos, del 1 al 8, que contiene; se desconoce el título original de la obra, si es que lo tuvo.
El autor es anónimo. Solo se puede afirmar que no es el mismo que el de I Macabeos. Se trata de un judío alejandrino o influido por la escuela literaria del Egipto tolemaico. Escribe en un griego excelente, culto y sumamente retórico, aunque por momentos se vuelve rebuscado y edulcorado. Es evidente en él una adhesión completa a la Torá.
El autor parece ser un judío egipcio, posiblemente escribiendo desde la capital en Alejandría, dirigiéndose a otros judíos de la diáspora. El estilo griego del escritor es culto y erudito, y está familiarizado con las formas retóricas y argumentativas de la época. El comienzo del libro incluye dos cartas enviadas por judíos de Jerusalén a judíos de la diáspora en el Egipto helenístico animándoles a celebrar la fiesta establecida para honrar la purificación del templo (Hanukkah). Si el autor del libro insertó estas cartas, el libro tendría que haber sido escrito después del 188 SE (~124 a. C.), fecha de la segunda carta. Algunos comentaristas sostienen que estas cartas fueron añadidas posteriormente, mientras que otros las consideran la base de la obra.
Según el autor, II Macabeos no es más que un resumen de un libro escrito por un tal Jasón de Cirene en cinco volúmenes, del cual se sabe muy poco. La fecha de composición no se conoce con exactitud, pero el original en cinco volúmenes se debió escribir entre los años 130 y 125 a. C. Por lo tanto, el recopilador y autor de II Macabeos debió redactar su resumen entre 125 y 63 a. C.
Se cree que la narración en el capítulo 7 del martirio de los hermanos macabeos debe ser una interpolación posterior a la gran revuelta judía de 70 d. C.

## Relaciones con I Macabeos
Contrariamente a lo que pudiera pensarse, II Macabeos no es la continuación de I Macabeos. En realidad narra acontecimientos que están contenidos en el anterior; pero si este se extendía durante 41 años, II Macabeos relata solo 15 (176-161 a. C.). Es decir, II Macabeos abarca apenas los primeros siete capítulos de I Macabeos.
Sin embargo, ambos libros divergen en muchos aspectos y hechos, que se explican porque los objetivos de ambos autores son también muy diferentes. Este tan solo busca exaltar loas al Templo de Jerusalén, y no relatar la rebelión contra los seléucidas.
En otros lugares completa y profundiza los hechos narrados en el libro anterior.

## Sinopsis e interpretación
El libro se centra en dos fiestas religiosas: la Dedicación del Templo luego de su reconstrucción, y el día en que Nicanor amenaza al edificio sagrado. Cuenta también la herejía sacrílega de Heliodoro, asesor de Seleuco III de los seléucidas.

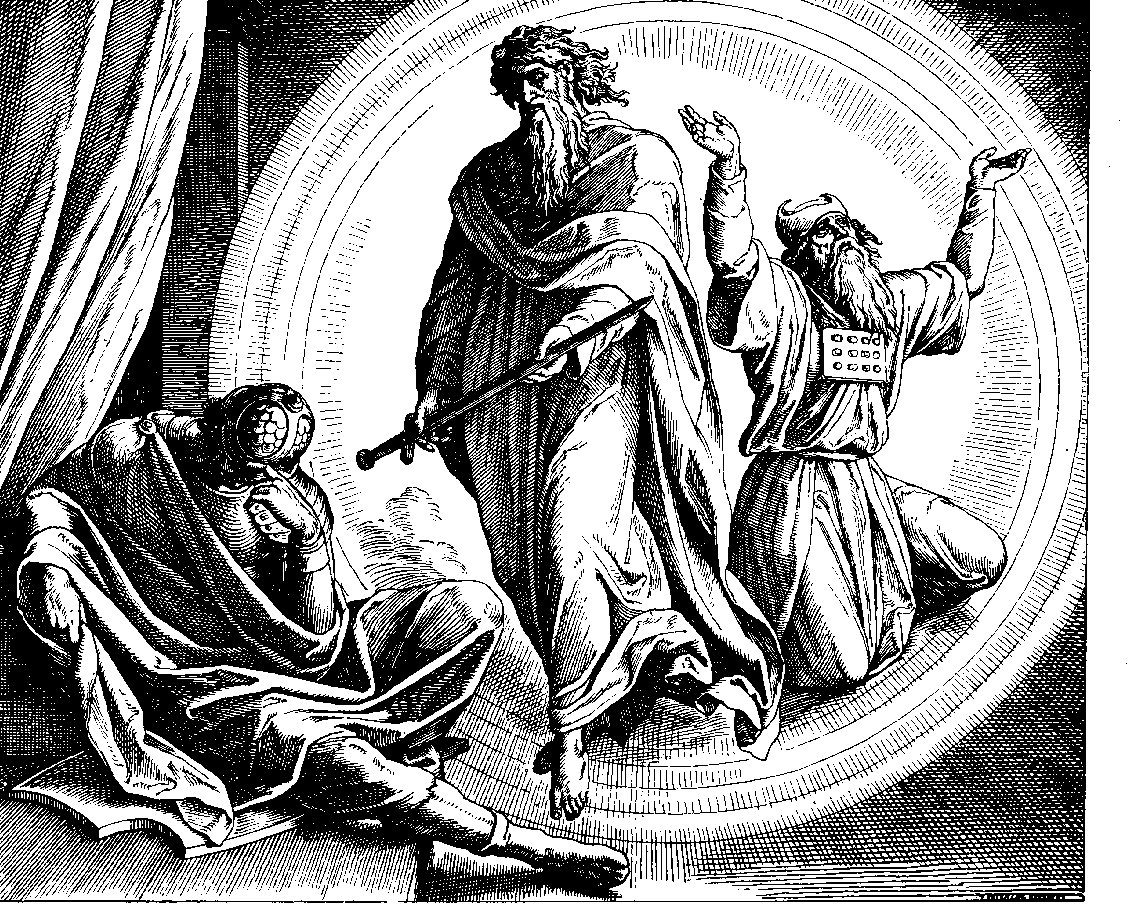
Vision de Judas Macabeo, Grabado en madera de 1860 por Julius Schnorr von Karolsfeld

Leídos en conjunto, I y II Macabeos hacen un retrato histórico de la lucha de una parte de los judíos por mantener pura e incontaminada su religión monoteísta.

### Resumen
2 Macabeos comienza y termina su historia antes que 1 Macabeos, cubriendo el período comprendido entre el sumo sacerdote Onías III y el rey Seleuco IV (180 a. C.) hasta la derrota de Nicanor en 161. El enfoque exacto de la obra es objeto de debate. Todos coinciden en que la obra tiene un tono moralista, mostrando el triunfo del judaísmo, la supremacía de Dios y el justo castigo de los villanos. Algunos lo ven como un himno a Judas Macabeo personalmente, describiendo los antecedentes de la revuelta para escribir una biografía en su alabanza; algunos ven su enfoque en el Segundo Templo, mostrando su gradual corrupción por parte de Antíoco IV y cómo fue salvado y purificado; otros ven el enfoque en la ciudad de Jerusalén y cómo fue salvada; y otros discrepan de todo lo anterior, considerándolo escrito estrictamente por su valor literario y de entretenimiento.
El autor está interesado en ofrecer una interpretación teológica de los acontecimientos; en este libro, las intervenciones de Dios dirigen el curso de los acontecimientos, castigando a los malvados y devolviendo el Templo a su pueblo. Algunos acontecimientos parecen presentarse fuera de su orden cronológico estricto para destacar aspectos teológicos, como los ocasionales «flash forward» a la muerte posterior de un villano. Las cifras citadas para el tamaño de los ejércitos también pueden parecer exageradas, aunque no todos los manuscritos de este libro están de acuerdo.
El libro segundo de los Macabeos es muy importante en la doctrina religiosa de las iglesias católica y ortodoxa, que ven en él la demostración de la existencia de los poderes angélicos, de la intercesión de los santos y de la resurrección de la carne. La primera doctrina es rechazada por los judíos y protestantes, mientras que la segunda es aceptada por todos los ramales del Judeocristianismo.
En el capítulo 15, este libro se ocupa también de los castigos que el Más Allá reserva a los pecadores, y de la ayuda que la oración elevada a los fieles difuntos provee.
Tras las historias introductorias sobre las controversias en el Templo y las persecuciones de Antíoco IV, la narración pasa a la revuelta propiamente dicha. Tras la muerte de Antíoco IV Epífanes, se instituye la Fiesta de la Dedicación del Templo. El general seléucida Nicanor amenaza el Templo recién dedicado. Tras su muerte, concluyen las festividades de la dedicación. Se dedica un día especial para conmemorar la victoria judía en el mes de Adar, el día antes del «Día de Mardoqueo» (Purim). La obra insta explícitamente a los judíos de la diáspora a celebrar tanto Hanukkah como el Día de Nicanor.

### Estructura
2 Macabeos consta de 15 capítulos.
- 1;1-2:18: Dos cartas a los judíos de Egipto.
- 2:19-32: Prefacio del epitomista.
- Capítulo 3: Heliodoro intenta gravar con impuestos el tesoro del Templo de Jerusalén, pero es repelido. (~178 a. C.)
- Capítulo 4: El sumo sacerdote Onías III del Templo de Jerusalén es sucedido por su hermano Jasón; a Jasón le sucede el corrupto Menelao; Onías III es asesinado. (~175-170 a. C.)
- Capítulo 5: Jasón intenta derrocar a Menelao. El rey Antíoco IV Epífanes regresa de la segunda expedición de la Sexta Guerra Siria en Egipto, derrota a los partidarios de Jasón, saquea Jerusalén, saquea el tesoro del Templo y mata y esclaviza a los judíos locales como represalia por la supuesta revuelta. Jasón se ve obligado a exiliarse. (168 a. C.)
- Capítulo 6: El Templo se convierte en un lugar de culto sincrético greco-judío. Antíoco IV promulga decretos que prohíben las prácticas judías tradicionales, como la circuncisión, el kosher y el sabbat. Eleazar, el escriba, es torturado y asesinado tras negarse a comer cerdo. (168-167 a. C.)
- Capítulo 7: Martirio de la mujer y sus siete hijos tras ser torturados por Antíoco IV.
- Capítulo 8: Comienzo de la Revuelta de los Macabeos. Judas Macabeo derrota a Nicanor, Gorgias y Ptolomeo, hijo de Dorymenes, en la batalla de Emaús. (~166-165 a. C.)
- 9:1-10:9: Antíoco IV es castigado por Dios con una enfermedad. Se arrepiente tardíamente y escribe una carta intentando hacer las paces antes de morir en Persia. Judas conquista Jerusalén, limpia el Templo y establece la fiesta de Hanukkah. (~164 a. C.)
- 10:10-38: Lisias se convierte en regente. El gobernador Ptolomeo Macron intenta consolidar la paz con los judíos, pero es socavado por los nobles antijudíos y se suicida. Los macabeos luchan en las regiones periféricas contra Timoteo de Amón y otros. (~163 a. C.)
- Capítulo 11: Lisias lidera una expedición militar a Judea. Judas lo derrota en la batalla de Bet Zur. Cuatro documentos que detallan las negociaciones con Lisias y la República romana. (~160 a. C.)
- Capítulo 12: Más relatos de las campañas en las regiones periféricas contra Timoteo, Gorgias y otros. (~163 a. C.)
- Capítulo 13: Lisias ordena la ejecución del impopular sumo sacerdote Menelao. Judas hostiga la expedición de Lisias con pequeñas victorias. Lisias se marcha y regresa a la capital, Antioquía, para enfrentarse al usurpador Filipo. (~163-162 a. C., probablemente cerca de la batalla de Bet-Zacarías descrita en 1 Macabeos)
- 14:1-15:36: Demetrio I se convierte en rey. Alcimo, que había sustituido a Menelao como sumo sacerdote, es confirmado por Demetrio I. Nicanor es nombrado gobernador de Judea. Nicanor y Judas entablan negociaciones de paz, pero son saboteadas por Alcimo, quien se queja al rey; se ordena el arresto de Judas. Nicanor amenaza con destruir el Templo. En una visión onírica, Onias III y el profeta Jeremías entregan a Judas una espada dorada divina. En la batalla de Adasa, Judas derrota y mata a Nicanor, preservando la santidad del Templo. Se establece la fiesta del Día de Nicanor. (~161 a. C.)
- 15:37-39: Epílogo del epitomista.

## Canonicidad y teología

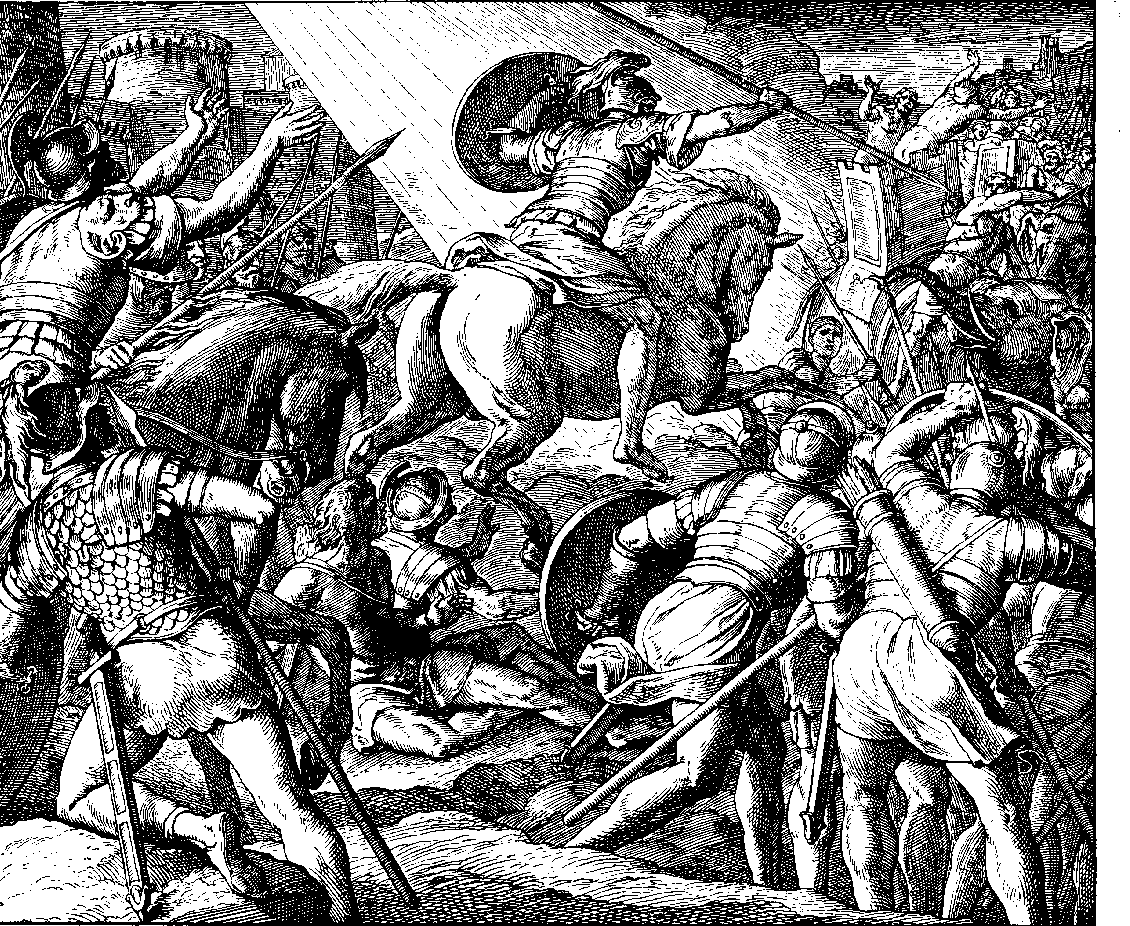
«Jinete con armadura dorada», que aparece en el capítulo 3 para luchar contra Heliodoro, de «Die Bibel in Bildern»

La Iglesia católica, la Iglesia ortodoxa oriental y las Iglesias ortodoxas orientales consideran canónico el libro 2 Macabeos. Los judíos y los protestantes no lo consideran así.

### Judaísmo helenístico
Los judíos de habla griega eran el público original al que se dirigía la obra. Tanto 1 como 2 Macabeos aparecen en algunos manuscritos de la Septuaginta. A diferencia de la mayoría de las obras de la Septuaginta, que eran traducciones griegas de originales hebreos, 2 Macabeos era una obra griega original. Aunque esto no suponía un problema para los judíos helenísticos de habla griega ni para los cristianos (cuyas escrituras estaban escritas en griego), otros judíos que se aferraban a la versión hebrea de la Biblia hebrea nunca la incluyeron. El judaísmo helenístico decayó lentamente, ya que muchos de sus seguidores se convirtieron al cristianismo o pasaron a otras lenguas, por lo que 2 Macabeos no pasó a formar parte del canon judío. Josefo, el escritor judío más famoso del siglo I cuya obra se ha conservado, no parece haber leído 2 Macabeos, por ejemplo; tampoco lo hizo Filón de Alejandría. Ninguno de los dos libros de los Macabeos se encontró entre los Rollos del Mar Muerto de los esenios, una secta judía hostil a los asmoneos y a su memoria. Diversas obras, como “”Seder Olam Rabbah“” (un midrash del siglo II d. C.), indican que la era de la profecía terminó con Alejandro Magno, por lo que 2 Macabeos, una obra claramente escrita más tarde, no podía ser profética.
Tradicionalmente, se había planteado la hipótesis de que el autor de 2 Macabeos podría haber estado influenciado por la tradición farisea. Los fariseos hacían hincapié en la adhesión a la ley judía y discutían con los gobernantes del reino hasmoneo. Criticaban que los hasmoneos desempeñaran el doble papel de sumo sacerdote y rey, y exigían que renunciaran a uno de los títulos (normalmente la realeza, que se esperaba que fuera ostentada por un miembro del linaje del rey David, según la profecía bíblica).
Se dice que el rey asmoneo Alejandro Janneo organizó una masacre de sus oponentes políticos, y muchos se exiliaron. La teoría sostiene que 2 Macabeos elogia a Judas por salvar el Templo, pero omite mencionar cómo sus hermanos y su familia extendida tomaron el trono más tarde, lo que podría haber sido escrito por un fariseo de Judea exiliado en Egipto. El énfasis de la obra en la adhesión a la Ley incluso bajo pena de martirio, el cumplimiento del Shabat y la promesa de una futura resurrección parecen encajar en la teología y la praxis fariseas. Sin embargo, otros estudiosos no están de acuerdo en que el autor muestre signos de tales inclinaciones, y la creencia en una futura resurrección de los muertos no se limitaba solo a los fariseos; desde la década de 1980, los estudiosos tienden a mostrarse escépticos sobre la conexión propuesta.
La teología de la obra es una actualización de la historia «deuteronomista» que se ve en obras judías más antiguas. La visión deuteronomista clásica había sido que cuando Israel es fiel y mantiene el pacto, los judíos prosperan; cuando Israel descuida el pacto, Dios retira su favor e Israel sufre. La persecución de Antíoco IV contradecía directamente esta tradición: los judíos más fieles eran los que más sufrían. Al mismo tiempo, aquellos que abandonaron las prácticas judías se hicieron ricos y poderosos. El autor de 2 Macabeos intenta dar sentido a esto de varias maneras: explica que el sufrimiento fue un castigo rápido y misericordioso para que los judíos volvieran al buen camino. Aunque Dios había revocado su protección del Templo en su ira contra los impíos sumos sacerdotes, su ira se convirtió en misericordia al ver el sufrimiento de los mártires. La obra también se esfuerza por garantizar que hay algún tipo de pecado o error cuando se producen los reveses. Para los verdaderamente inocentes, como los mártires, el autor invoca la vida después de la muerte: que las recompensas y los castigos post mortem cumplirían lo que podría haber faltado en el mundo mortal. Estas referencias a la resurrección de los muertos a pesar del sufrimiento y la tortura formaban parte de una nueva corriente del judaísmo que también se veía en el Libro de Daniel, una obra con la que probablemente estaban familiarizados los autores de 2 Macabeos. Esto resultaría especialmente influyente entre los judíos de la época romana que se convirtieron al cristianismo.

### El cristianismo en la época del Imperio romano

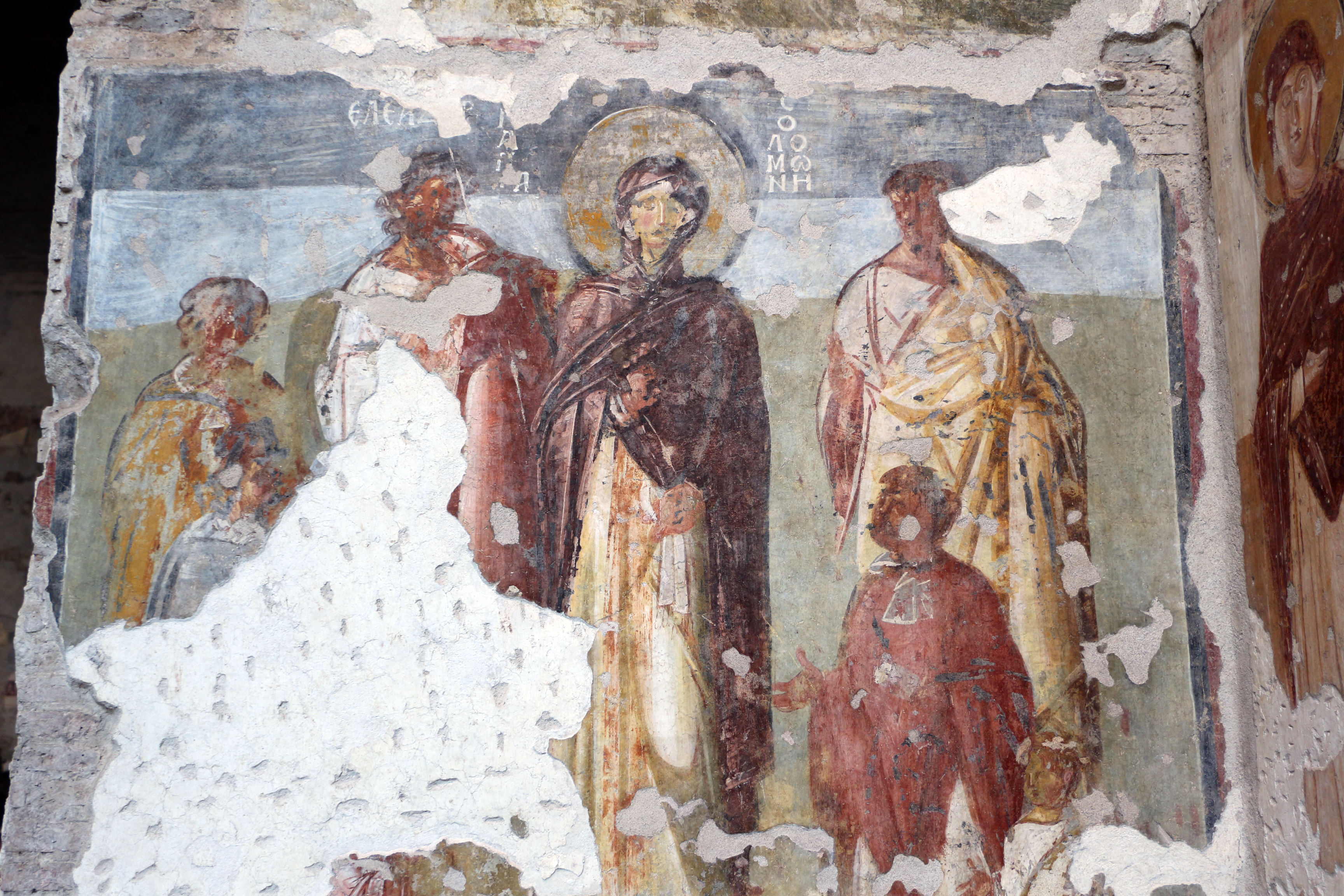
Un fresco de estilo bizantino en la iglesia de Santa Maria Antiqua de Roma, probablemente pintado alrededor del año 650 d. C. Representa a la mujer y sus siete hijos (aquí llamados Solomne) y a Eleazar, su maestro. La historia de su martirio es la parte más famosa de 2 Macabeos.

En la tradición cristiana primitiva, la Septuaginta se utilizó como base para el Antiguo Testamento cristiano. La inclusión de 2 Macabeos en algunas copias de la Septuaginta hizo que se viera como parte de varias listas y manuscritos canónicos primitivos, aunque a veces como parte de un apéndice. El Concilio de Roma del papa Dámaso I en 382, si se asocia correctamente con él el Decreto Gelasiano del siglo VI, promulgó un canon bíblico que incluía tanto 1 como 2 Macabeos, pero no 3 ni 4.
El Papa Inocencio I (405 d. C.), el Sínodo de Hipona (393 d. C.), los Concilio de Cartago (397 d. C.), el Concilio de Cartago (419 d. C.), y los Cánones Apostólicos todos parecían pensar que 2 Macabeos era canónico, ya fuera diciéndolo explícitamente o citándolo como escritura. Jerónimo y Agustín de Hipona (c. 397 d. C.) tenían posiciones aparentemente contradictorias: excluían directamente 2 Macabeos del canon, pero decían que el libro era útil; sin embargo, en otras obras, ambos citaban 2 Macabeos como si fuera escritura, o lo incluían entre las obras escriturales.
Desde el punto de vista teológico, los aspectos más importantes de 2 Macabeos que resonaron entre los cristianos de la época romana y los cristianos medievales fueron sus relatos de martirologio y la resurrección de los muertos en las historias de Eleazar y la mujer con siete hijos. Los cristianos hacían sermones y comparaciones entre los mártires cristianos y los mártires macabeos, junto con la esperanza de una salvación final; Eusebio comparó a los cristianos perseguidos de Lyon con los mártires macabeos, por ejemplo. Varias iglesias fueron dedicadas a los «mártires macabeos», y se encuentran entre las pocas figuras precristianas que aparecen en el calendario de santos. El culto a los mártires macabeos floreció en Antioquía, la antigua capital de los seléucidas; Agustín de Hipona consideraba irónico y apropiado que la ciudad que había dado nombre a Antíoco IV venerara ahora a aquellos a quienes él había perseguido. El único aspecto incómodo era que los mártires habían muerto defendiendo la ley judía en una época en la que muchos cristianos consideraban que la ley de Moisés no solo era obsoleta, sino también perjudicial. Los autores cristianos solían restar importancia al judaísmo de los mártires y los trataban como protocristianos.

### Controversia en la época de la Reforma

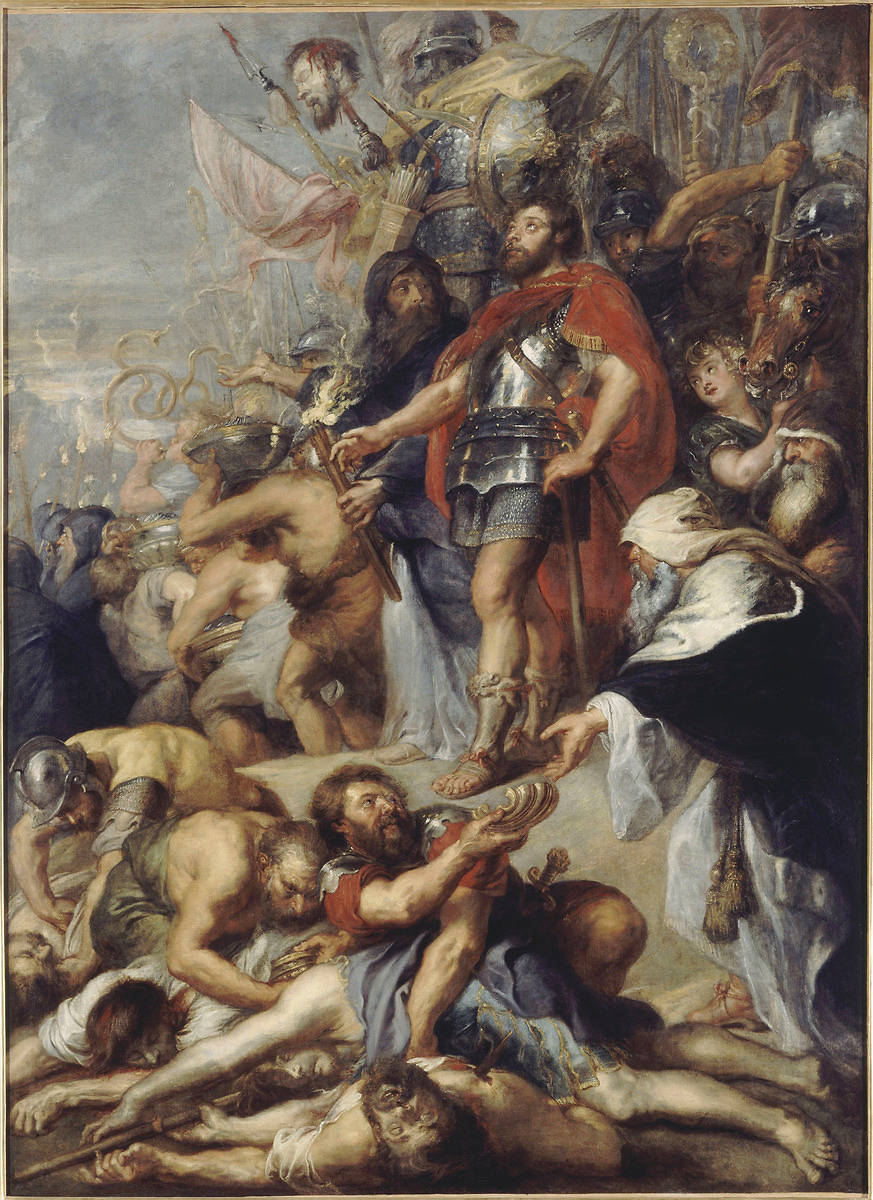
«El triunfo de Judas Macabeo», obra de Peter Paul Rubens de la década de 1630. La escena representada es de 2 Macabeos: tras una campaña en Idumea, algunos judíos cayeron ante las fuerzas de Gorgias. Según el epitomista, estos judíos murieron porque llevaban consigo ídolos; Judas hace una ofrenda por el pecado en compensación. Esta ofrenda se citaría en los siglos XV y XVI como defensa de la doctrina católica sobre el purgatorio y las indulgencias.

2 Macabeos ocupaba un lugar oficial en el canon, pero como obra deuterocanónica y, por lo tanto, sutilmente inferior a las escrituras más antiguas durante los primeros años del siglo XVI. Josse van Clichtove, en su obra “'La veneración de los santos”', citó 2 Macabeos como apoyo a la idea de la intercesión de los santos fallecidos por la salvación de los vivos; en el capítulo 15, durante una visión onírica, se dice que tanto el antiguo sumo sacerdote Onias III como el profeta Jeremías rezan por todo el pueblo. También citó 2 Macabeos como apoyo a las oraciones por los muertos, el caso contrario de los vivos que rezan por la salvación de las almas que sufren en el purgatorio.
El libro se convirtió en objeto de controversia debido a la oposición de Martín Lutero y otros reformadores durante la Reforma protestante del siglo XVI. Lutero tenía una opinión muy alta de las Escrituras, pero precisamente por eso deseaba que el canon fuera estricto. Finalmente, degradó las obras deuterocanónicas a «apócrifos»; aún útiles para leer y parte de la versión de 1534 de la Biblia de Lutero, pero apartados en su propia sección y no aceptados como base sólida para la doctrina cristiana. Lutero tenía varias quejas. Una era que se trataba de un resumen de otra obra, en lugar de un único autor inspirado por Dios. Otra era una preferencia general por utilizar la Biblia en hebreo como base para el Antiguo Testamento, en lugar de la Vulgata latina o la Septuaginta griega. Otra era la interpretación católica predominante y el uso de una historia: la de Judas haciendo una «ofrenda por el pecado» de plata después de que algunos de sus soldados fueran asesinados y encontrados con ídolos, para que los muertos pudieran ser liberados de su pecado. Este pasaje fue utilizado como ejemplo de la eficacia de las indulgencias monetarias pagadas a la Iglesia católica para liberar las almas del purgatorio por algunos autores católicos de la época. Lutero estaba en desacuerdo tanto con las indulgencias como con el concepto del purgatorio, y en su obra de 1530 “'Disavowl of Purgatory”' (Rechazo del purgatorio), negó que 2 Macabeos fuera una fuente válida para citar. Se dice que Lutero dijo: «Soy tan enemigo del segundo libro de los Macabeos y de Ester que desearía que no hubieran llegado nunca a nosotros, pues contienen demasiadas cosas paganas y antinaturales». El reformador Juan Calvino estaba de acuerdo con la crítica de Lutero a 2 Macabeos, y añadió su propia crítica. Calvino propuso la predestinación, la doctrina de que Dios ha elegido a los elegidos, y nada puede cambiar esto. Por lo tanto, los argumentos de Clichtove y otros católicos que citaban 2 Macabeos para la doctrina de la intercesión de los santos le parecían sospechosos: para Calvino, la salvación era estrictamente una elección de Dios, y no un asunto en el que los santos muertos pudieran intervenir. Otra cuestión que Calvino y otros protestantes plantearon fue el epílogo modesto de 2 Macabeos, que Calvino interpretó como una admisión por parte del epitomista de que no estaba inspirado por Dios.
En respuesta a esto, la Iglesia católica tomó la dirección opuesta. Mientras que los primeros Padres de la Iglesia consideraban los libros deuterocanónicos útiles pero inferiores a las escrituras principales, la Iglesia católica afirmó en el Concilio de Trento, en 1546, que 2 Macabeos (y otras obras deuterocanónicas) eran, de hecho, totalmente fiables como escrituras.

### Situación actual
El segundo libro de los Macabeos sigue utilizándose para respaldar la doctrina de la resurrección de los muertos, la intercesión de los santos y las oraciones por los difuntos para que sean liberados del purgatorio en la tradición católica. La Iglesia latina Leccionario utiliza textos de 2 Macabeos 6 y 7, junto con textos de 1 Macabeos 1 a 6, en las lecturas de los días laborables de la semana 33 del tiempo ordinario, en el año 1 del ciclo bienal de lecturas, siempre en noviembre, y como una de las opciones disponibles para las lecturas durante la Misa por los difuntos.
Las Iglesias ortodoxas orientales y ortodoxas orientales consideran el libro canónico. Al igual que en la antigüedad, la sección más notable sigue siendo la de los mártires, que son celebrados como santos en diversas fiestas. Son especialmente venerados en el cristianismo sirio, quizás debido a que ellos mismos sufrieron persecución; la madre de siete hijos es conocida como Marth Shmouni en esa tradición.
En la tradición protestante, el libro no se considera canónico, aunque tradicionalmente se incluye en la sección intertestamental Apócrifos de la Biblia (especialmente en las utilizadas por luteranos y anglicanos). Al igual que las Iglesias luteranas, el artículo VI de los Treinta y nueve artículos de la Iglesia de Inglaterra y la más amplia Comunión Anglicana define 2 Macabeos como útil, pero no como base de la doctrina. Las lecturas de las lecturas de los apócrifos se incluyen en los leccionarios de las iglesias luteranas y la Comunión Anglicana.
Los textos relativos a los martirios bajo Antíoco IV en 2 Macabeos son muy apreciados por los anabaptistas, que sufrieron persecución a lo largo de su historia.

## Influencia literaria

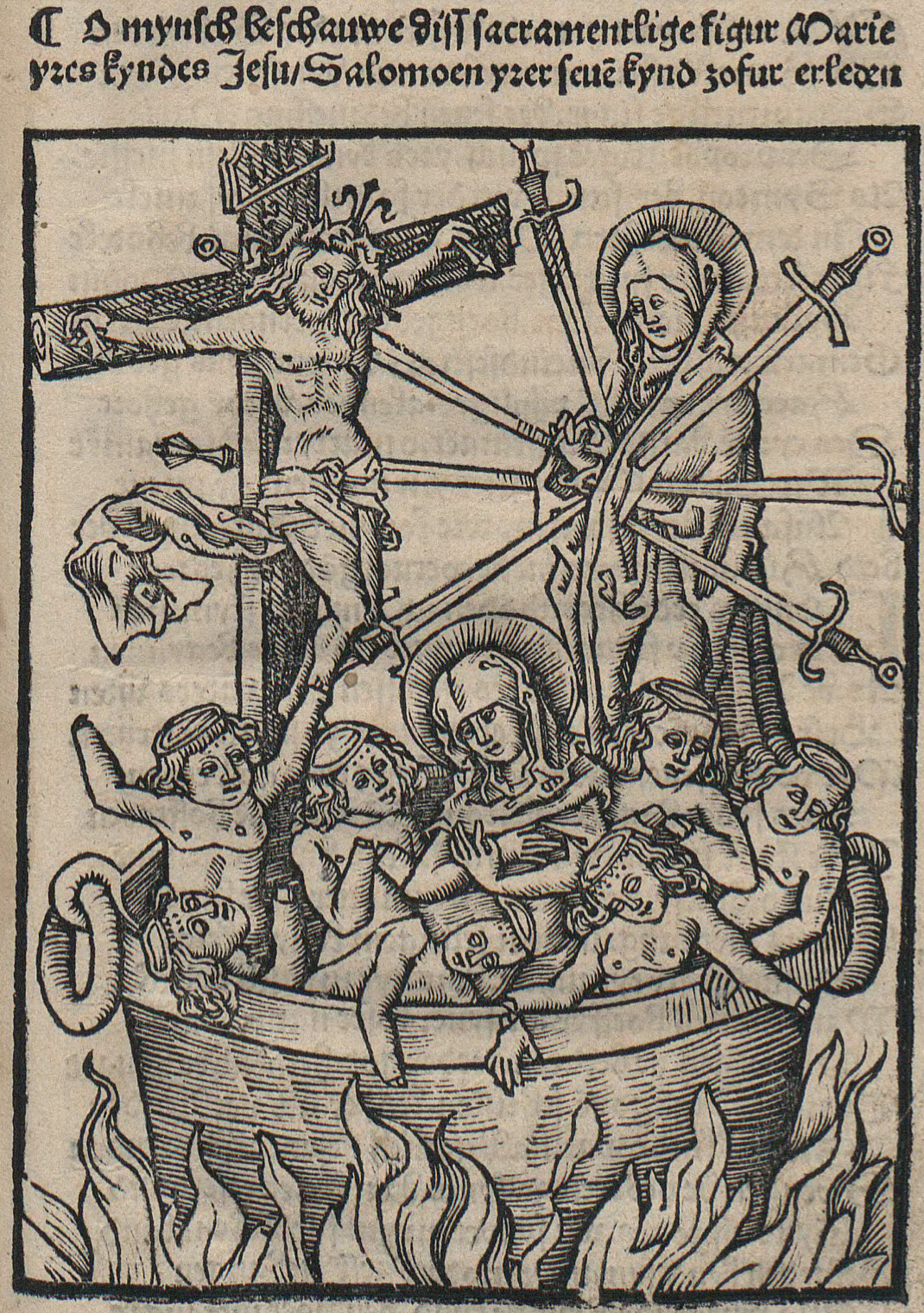
Una representación alemana de 1517 de Jesús crucificado, su madre y sus siete hijos en un caldero hirviendo.

La parte más influyente de 2 Macabeos fueron las historias del martirio de Eleazar y la mujer con siete hijos; varias obras ampliaron la historia para añadir más detalles, como el nombre de la mujer (llamada de diversas formas, como Hannah, Miriam, Shmouni y otros) y su historia. Un ejemplo destacado es el libro de 4 Macabeos, escrito por un autor judío del siglo I que utilizó 2 Macabeos como fuente directa (además del Libro de Daniel). 4 Macabeos analiza en detalle los martirios descritos en 2 Macabeos, pero ofrece una interpretación diferente de los mismos. Mientras que 2 Macabeos intenta despertar la simpatía y las emociones (“'pathos”'), 4 Macabeos fue escrito por alguien instruido en la filosofía estoica. Como tal, en su descripción, la mujer martirizada y Eleazar discuten con calma los asuntos con sus opresores; utilizan la razón y el argumento intelectual para mantener la calma y desafiar a Antíoco IV. 4 Macabeos toma la idea de la resurrección de los muertos de forma aún más directa que 2 Macabeos y Daniel: si Dios resucitará a aquellos que sufren por obedecer su ley, entonces tiene mucho sentido obedecer al gobernante superior en lugar del inferior.
En menor medida, el libro 3 Macabeos muestra familiaridad con 2 Macabeos; aunque el escenario es diferente (está ambientado cincuenta años antes de la revuelta macabea en Egipto, no en Judea), aparece Eleazar el escriba y las descripciones de la agitación y el sufrimiento entre los judíos egipcios están influenciadas por 2 Macabeos. La Epístola a los Hebreos cristiana posiblemente también hace referencia a 2 Macabeos, o tiene un conocimiento similar de la tradición martirial macabea.
Una obra posterior que amplió directamente 2 Macabeos fue el «Yosippon» del siglo X, que incluye una paráfrasis de partes de la traducción latina de 2 Macabeos. Entre los judíos, durante un milenio no hubo prácticamente ningún interés por 2 Macabeos; el “'Yosippon”' fue una rara excepción entre los judíos medievales que redescubrieron la obra. Al igual que en las obras cristianas, la historia de la madre y sus siete hijos fue la más repetida e influyente.

## Fiabilidad histórica
2 Macabeos ha sido tradicionalmente considerado por los historiadores seculares, especialmente en el siglo XIX, como una fuente algo menos fiable que 1 Macabeos para la historia de la revuelta macabea. Esto se debe a varias razones: muestra abiertamente su moralismo religioso; salta en el tiempo y el espacio en algunas partes, en lugar de seguir el enfoque cronológico de 1 Macabeos; e incluye una serie de afirmaciones inverosímiles que contradicen directamente a 1 Macabeos. En general, la mayoría de los estudiosos siguen coincidiendo en que 1 Macabeos es una fuente superior sobre la historia militar de la revuelta: fue escrito por un judío que nombra y describe los lugares con precisión, en comparación con los ocasionales errores geográficos de 2 Macabeos, escrito por un egipcio; incluye muchos más detalles sobre las maniobras y tácticas que las simples descripciones de la batalla en 2 Macabeos, y sus cifras sobre elementos como el número de tropas y las bajas se consideran más fiables que las cifras exageradas de 2 Macabeos. (Por ejemplo, 2 Macabeos afirma de forma inverosímil que hubo 35 000 bajas sirias en la batalla de Adasa, una cifra probablemente muy superior al total de las fuerzas seléucidas.) 2 Macabeos también fue escrito en un estilo «patético», en el sentido de «pathos», que apela a las emociones y los sentimientos. Los historiadores escépticos consideraron esto como una señal de que el epitomista no estaba muy interesado en la precisión histórica, sino simplemente en contar una buena historia.
En el siglo XX, los estudiosos renovaron su interés por rehabilitar 2 Macabeos como fuente equivalente a 1 Macabeos. En particular, se reconoció cada vez más que una historia con sesgo político, como es el caso de 1 Macabeos, podía ser tan parcial y poco fiable como la historia con sesgo religioso que es 2 Macabeos. Un observador profundamente devoto podía seguir describiendo hechos reales, aunque con una interpretación religiosa de los mismos. En la década de 1930, los historiadores llegaron a la conclusión general de que los documentos históricos presentes en 2 Macabeos, aunque aparentemente desordenados cronológicamente, eran probablemente legítimos y coincidían con lo que cabría esperar de las negociaciones seléucidas. Las pruebas arqueológicas respaldaban muchas de las referencias hechas al liderazgo seléucida, lo que llevó a los historiadores a pensar que Jason y el epitomista debían de tener un mejor conocimiento de los asuntos internos seléucidas que el autor de 1 Macabeos. Por ejemplo, 2 Macabeos parece más fiable y honesto en cuanto a la fecha de la muerte de Antíoco IV. Las pruebas arqueológicas respaldan la afirmación de 2 Macabeos de que murió antes de la purificación del Templo, mientras que 1 Macabeos retrasa su muerte para ocultar el hecho de que Lisias abandonó su campaña en Judea no por los esfuerzos de los macabeos en la batalla de Beth Zur, sino para responder a la agitación política provocada por la muerte de Antíoco. En 2 Macabeos, se escribe que los decretos de Antíoco estaban dirigidos contra Judea y Samaria, lo que los historiadores consideran más probable que la afirmación de 1 Macabeos de que exigió la estandarización religiosa en todo el imperio.
A pesar de que 2 Macabeos sigue siendo considerado en cierta medida poco fiable como fuente histórica, el hecho de que sea una fuente genuinamente independiente se considera de gran valor para los historiadores. Muchos acontecimientos de los periodos helenístico y romano solo se mencionan de pasada; los que cuentan con una fuente detallada suelen tener una única fuente de este tipo, lo que dificulta determinar los sesgos o errores del autor. Por ejemplo, la Gran Revuelta contra los romanos en 64-73 d. C. solo está registrada con detalle en la obra de Josefo La guerra de los judíos. El hecho de que la revuelta macabea cuente con dos historias contemporáneas independientes y detalladas es una rareza.

## Manuscritos
Los primeros manuscritos de la Septuaginta no eran uniformes en sus listas de libros. 2 Macabeos se encuentra en el Codex Alexandrinus del siglo V, que incluye todos los libros de 1, 2, 3 y 4 Macabeos, así como en el Codex Venetus del siglo VIII. 2 Macabeos no aparece en el Codex Vaticanus (que carece de todos los libros de Macabeos) ni en el Codex Sinaiticus (que incluye 1 y 4 Macabeos, pero no 2 ni 3 Macabeos). Además, se han encontrado otros fragmentos antiguos, aunque algunos se atribuyen a Luciano de Antioquía, quien se considera que «mejoró» algunas de sus interpretaciones con otro material desconocido, lo que dio lugar a lecturas variantes. Existen traducciones premodernas al latín, al siríaco y al armenio, así como un fragmento en coptos de Akhmim, pero en su mayoría coinciden con el griego o, en el caso de las versiones siríacas, con las interpretaciones lucianas del griego. Robert Hanhart creó una edición crítica del texto griego en 1959, con una segunda edición publicada en 1976.

## Otros libros de los macabeos
Existen cuatro libros de los Macabeos:
- I y II Macabeos (como Tobit, Judit, y las partes griegas agregadas a Ester y Daniel) son considerados deuterocanónicos; esto es, aceptados por los judíos de la Diáspora y por las iglesias católica y ortodoxa, pero no por los judíos jerosolimitanos y los cristianos protestantes, anglicanos y paraprotestantes. El Concilio de Roma del Papa Dámaso I en el 382, si el Decretum Gelasianum está correctamente asociado con él, emitió un canon bíblico idéntico a la lista dada en Trento, incluidos los primeros dos libros de los Macabeos, Orígenes de Alejandría (253 d. C.),[89] Agustín de Hipona (397 d. C.),[90] el Papa Inocencio I (405 d. C.),[91][92] el Sínodo de Hipona (393 d. C.),[93] el Concilio de Cartago (397 d. C.),[94] el Concilio de Cartago (419 d. C.),[95] los Cánones Apostólicos,[96] el Concilio de Florencia (1442 d. C.)[97] y el Concilio de Trento (1546 d. C.)[98] enumeraron los primeros dos libros de los Macabeos como canónicos.

- III y IV Macabeos, por el contrario, son considerados apócrifos por los judíos en general (más los católicos y protestantes), debido a que en el tiempo en que se estableció el canon hebreo, no se había descubierto aún el manuscrito arameo, sino que solamente existía el griego. Solamente las iglesias ortodoxas y orientales los aceptan como deuterocanónicos.

## Críticas
Este libro presenta algunas doctrinas que, para Lutero y sus seguidores, no concuerdan con sus enseñanzas. 2 Macabeos demuestra varios puntos de interpretación doctrinal derivados del judaísmo farisaico, y que también se encuentran en la teología ortodoxa católica y oriental.
Los problemas doctrinales que se plantean en 2 Macabeos incluyen:
- La oración por los difuntos y ofrendas sacrificiales, ambas para liberar a los difuntos del pecado (II Macabeos 12:42–45)
- Los méritos de los mártires
- La intercesión de los santos (II Macabeos 15: 11-17); intercesión en favor de Israel del difunto sumo sacerdote Onías III más la de Jeremías, el profeta fallecido casi 400 años antes.[99][100]
- La resurrección de los muertos
- La mención específica de la creación de todo desde la nada (II Macabeos 7:28)

En particular, las largas descripciones de los martirios de Eleazar y de una madre con sus siete hijos (2 Mac 6:18; 7:42) captaron la imaginación de los cristianos medievales. Varias iglesias están dedicadas a los "mártires macabeos", y están entre las pocas figuras precristianas que aparecen en el calendario católico de los días de los santos (ese número es considerablemente más alto en los calendarios de las iglesias ortodoxas orientales, donde también aparecen). El libro es considerado el primer modelo de los relatos medievales de martirios.
El apologista católico Jimmy Akin examina Hebreos 11:35 ("Algunos fueron torturados, negándose a aceptar la liberación, para que puedan resucitar a una vida mejor") y señala que esta esperanza de vida eterna después de la tortura no se encuentra en ningún lugar de los Protocanónicos del Antiguo Testamento, pero sí se encuentra en 2 Macabeos 7.
Es por esto que el resto de iglesias cristianas (ortodoxas, coptas, orientales y católicas) no dudan de la autoridad doctrinal de estos libros, que fueron excluidos de la Biblia por Lutero, junto con el resto de deuterocanónicos, por no hallarse él de acuerdo con la doctrina de la comunión de los santos, explícita en este libro.

### Lectura a dicional
- Borchardt, Francis. 2016. "Reading Aid: 2 Maccabees and the History of Jason of Cyrene Reconsidered." Journal for the Study of Judaism 47, no. 1: 71–87.
- Coetzer, Eugene. 2016. "Heroes and Villains in 2 Maccabees 8:1–36: A Rhetorical Analysis." Old Testament Essays: 419–33.
- Doran, Robert. 1981. Temple Propaganda: The Purpose and Character of 2 Maccabees. Catholic Biblical Quarterly Monograph Series 12. Washington, DC: Catholic Biblical Association.
- Habicht, C. 1976. "Royal Documents in II Maccabees." Harvard Studies in Classical Philology 80: 1–18.
- Janowitz, Naomi. 2017. The Family Romance of Martyrdom In Second Maccabees. New York: Routledge.
- Kosmin, P. 2016. "Indigenous Revolts in 2 Maccabees: The Persian Version." Classical Philology 111, no. 1: 32–53.
- Stewart, Tyler A. 2017. "Jewish Paideia: Greek Education in the Letter of Aristeas and 2 Maccabees." Journal for the Study of Judaism 48, no. 2: 182–202.
- Trotter, Jonathan R. 2017. "2 Maccabees 10:1–8: Who Wrote It and Where Does It Belong?" Journal of Biblical Literature 136, no. 1: 117–30.